# Desa Kertamulya (administrativ by i Indonesien, lat -6,36, long 108,02)
Desa Kertamulya är en administrativ by i Indonesien.   Den ligger i provinsen Jawa Barat, i den västra delen av landet, 130 km öster om huvudstaden Jakarta.